# Baden (kanton)
Kanton Baden was een kanton ten tijde van de Helvetische Republiek. Het omvatte de oostelijke gebieden van het huidige kanton Aargau.
Op 11 april 1798 werd het kanton gesticht door de Franse bezettingsmacht. Het kanton werd verdeeld in vijf districten Baden (hoofdstad van het kanton), Bremgarten, Muri, Sarmenstorf en Zurzach. Het bestuur bestond uit een stadhouder met een regering, een onderstadhouder in de districten en agenten in de gemeentes. In 1799 waren er 45.982 inwoners in het kanton, exclusief de Joodse bevolking die om onbekende redenen niet werd meegeteld.
De meerderheid van katholieke, conservatieve bewoners werkten niet mee met de nieuwe ordening. Het kanton was intern verdeeld en sommige gemeentes wilden zich aansluiten bij andere kantons, zoals Zürich, Luzern, Zug en Schwyz.
De bezettingsmacht had al besloten dat het kanton niet levensvatbaar was en met Aargau moest worden verenigd. Dit werd echter pas bij het einde van de Helvetische Republiek in 1803 door de Eedgenoten omgezet. Het kanton Baden, met kanton Fricktal, werd bij kanton Aargau gevoegd. Een klein gedeelte van kanton Baden kwam bij kanton Luzern.